# Состав Совета Безопасности Российской Федерации
В статье представлен состав Совета безопасности РФ, начиная с момента его образования (до вступления в силу Конституции РФ, принятой на всенародном голосовании 12 декабря 1993 г. — Совет безопасности РФ).
Следует учитывать, что даты включения должностных лиц в состав Совета безопасности РФ (исключения из него, внесения в указы об утверждении состава названий должностей в новой редакции) отличаются от дат назначения на основные государственные должности (и освобождения от них).
Секретарь Совета безопасности РФ, в соответствии со всеми действовавшими положениями о Совете безопасности РФ (утверждёнными Указами президента РФ от 3 июня 1992 г. № 547, от 10 июля 1996 г. № 1024, от 2 августа 1999 г. № 949, от 7 июня 2004 г. № 726) входит в число постоянных членов Совета безопасности РФ по должности, но в нескольких случаях вводился и исключался из состава Совета отдельными указами.

## 3 июня 1992 года — 20 октября 1993 года
В данный период постоянные члены и члены Совета безопасности РФ входили в его состав по должности.
Совет безопасности РФ сформирован Указом президента РФ от 3 июня 1992 г. № 547 в соответствии с Законом РФ «О безопасности».
Законом РФ от 5 марта 1992 г. № 2446-I «О безопасности» (статья 14 «Состав Совета безопасности РФ и порядок его формирования») и Положением о Совете безопасности РФ, утверждённым Указом президента РФ от 3 июня 1992 г. № 547, было установлено:
- председателем Совета безопасности является по должности президент РФ;
- в число постоянных членов Совета безопасности входят по должности: вице-президент РФ, Первый заместитель председателя Верховного Совета РФ, председатель Совета министров РФ (председатель Правительства РФ), секретарь Совета безопасности РФ;
- членами Совета безопасности могут являться руководители федеральных министерств и ведомств: экономики, финансов, иностранных дел, юстиции, обороны, безопасности, внутренних дел, экологии и природных ресурсов, здравоохранения, Службы внешней разведки, а также иные должностные лица, назначенные президентом РФ с согласия Верховного Совета РФ.

Поскольку Указ № 547 не содержал никаких оговорок относительно состава Совета безопасности, все указанные должностные лица вошли в состав Совета.
Состав Совета безопасности РФ, сформированный 3 июня 1992 г.:

президент РФ, председатель Совета безопасности РФ — Ельцин Борис Николаевич.
Постоянные члены Совета безопасности РФ:
- вице-президент РФ — Руцкой Александр Владимирович;
- Первый заместитель председателя Верховного Совета РФ — Филатов Сергей Александрович;
- секретарь Совета безопасности РФ — Скоков Юрий Владимирович (назначен Секретарем Совета безопасности РФ Указом президента РФ от 3 апреля 1992 г. № 352, утверждён постановлением Верховного Совета РФ от 22 мая 1992 г. № 2816-I).

Члены Совета безопасности РФ:
- министр экономики РФ — Нечаев Андрей Алексеевич (переназначен Указом президента РФ от 23 декабря 1992 г. № 1616);
- министр финансов РФ — Барчук Василий Васильевич (переназначен Указом президента РФ от 23 декабря 1992 г. № 1615);
- министр иностранных дел РФ — Козырев Андрей Владимирович (переназначен Указом президента РФ от 23 декабря 1992 г. № 1599);
- министр юстиции РФ — Фёдоров Николай Васильевич (переназначен Указом президента РФ от 23 декабря 1992 г. № 1617);
- министр обороны РФ — Грачев Павел Сергеевич (переназначен Указом президента РФ от 23 декабря 1992 г. № 1605);
- министр безопасности РФ — Баранников Виктор Павлович (переназначен Указом президента РФ от 23 декабря 1992 г. № 1602);
- министр внутренних дел РФ — Ерин Виктор Фёдорович (переназначен Указом президента РФ от 23 декабря 1992 г. № 1600);
- министр экологии и природных ресурсов РФ — Данилов-Данильян Виктор Иванович;
- министр здравоохранения РФ — Воробьёв Андрей Иванович;
- директор Службы внешней разведки РФ — Примаков Евгений Максимович.

Указом президента РФ от 15 июня 1992 г. № 633 исполнение обязанностей председателя Правительства РФ возложено на Первого заместителя председателя Правительства РФ Гайдара Егора Тимуровича.
Указом президента РФ от 23 октября 1992 г. № 1287 Воробьёв А. И. освобождён от должности министра здравоохранения РФ.
Указом президента РФ от 11 ноября 1992 г. № 1348 членом Совета безопасности РФ назначен Шахрай Сергей Михайлович — заместитель председателя Правительства РФ, председатель Государственного комитета РФ по национальной политике (согласие на назначение членом Совета безопасности РФ дано постановлением Верховного Совета РФ от 24 ноября 1992 г. № 3991-I).
Указом президента РФ от 12 ноября 1992 г. № 1353 Данилов-Данильян В. И. назначен министром охраны окружающей среды и природных ресурсов РФ (переназначен Указом президента РФ от 23 декабря 1992 г. № 1607).
Указом президента РФ от 14 декабря 1992 г. № 1567 Черномырдин Виктор Степанович назначен председателем Совета министров — Правительства РФ (утверждён постановлением Съезда народных депутатов РФ от 14 декабря 1992 г. № 4088-I).
Указом президента РФ от 15 декабря 1992 г. № 1570 Гайдар Е. Т. освобождён от должности Первого заместителя председателя Правительства РФ, исполняющего обязанности председателя Правительства РФ.
Указом президента РФ от 23 декабря 1992 г. № 1618 Нечаев Эдуард Александрович назначен министром здравоохранения РФ, начальником медицинской службы Вооружённых сил РФ.
Законом РФ от 25 декабря 1992 г. № 4235-I установлено, что «в заседаниях Совета безопасности принимает участие председатель Верховного Совета РФ или по его поручению заместитель председателя» (председатель Верховного Совета РФ — Хасбулатов Руслан Имранович).
Постановлением Верховного Совета РФ от 28 января 1993 г. № 4388-I Филатов С. А. освобождён от должности Первого заместителя председателя Верховного Совета РФ.
Указом президента РФ от 24 марта 1993 г. № 380 Фёдоров Н. В. освобождён от должности министра юстиции РФ.
Указом президента РФ от 25 марта 1993 г. № 399 Нечаев А. А. освобождён от должности министра экономики РФ.
Указом президента РФ от 25 марта 1993 г. № 400 Барчук В. В. освобождён от должности министра финансов РФ.
Указом президента РФ от 25 марта 1993 г. № 401 заместитель председателя Совета министров — Правительства РФ Федоров Борис Григорьевич назначен министром финансов РФ.
Постановлением Съезда народных депутатов РФ от 29 марта 1993 г. № 4690-I Воронин Юрий Михайлович избран Первым заместителем председателя Верховного Совета РФ.
Указом президента РФ от 15 апреля 1993 г. № 445 Лобов Олег Иванович назначен Первым заместителем председателя Совета министров — Правительства РФ, министром экономики РФ.
Указом президента РФ от 10 мая 1993 г. № 645 Скоков Ю. В. освобождён от должности секретаря Совета безопасности РФ.
Указом президента РФ от 11 июня 1993 г. № 917 Шапошников Евгений Иванович назначен секретарём Совета безопасности РФ, но не был утверждён Верховным Советом РФ.
Указом президента РФ от 27 июля 1993 г. № 1142 Баранников В. П. освобождён от должности министра безопасности РФ.
Указом президента РФ от 28 июля 1993 г. № 1153 Голушко Николай Михайлович назначен исполняющим обязанности министра безопасности РФ.
Указом президента РФ от 5 августа 1993 г. № 1214 Калмыков Юрий Хамзатович назначен министром юстиции РФ.
Указом президента РФ от 18 сентября 1993 г. № 1394 Лобов О. И. освобождён от обязанностей Первого заместителя председателя Совета министров — Правительства РФ, министра экономики РФ.
Указом президента РФ от 18 сентября 1993 г. № 1396 Шапошников Е. И. освобождён от обязанностей секретаря Совета безопасности РФ.
Указом президента РФ от 18 сентября 1993 г. № 1397 Лобов О. И. назначен секретарём Совета безопасности РФ.
Указом президента РФ от 18 сентября 1993 г. № 1399 Голушко Николай Михайлович назначен министром безопасности РФ, но без согласования с Верховным Советом РФ.
Указом президента РФ от 21 сентября 1993 г. № 1400 прервано осуществление функций Верховным Советом РФ и прекращены полномочия народных депутатов РФ (таким образом прекращены полномочия председателя и Первого заместителя председателя Верховного Совета РФ).
Указом президента РФ от 3 октября 1993 г. № 1576 Руцкой А. В. освобождён от должности вице-президента РФ (ранее временно отстранён от исполнения обязанностей Указом президента РФ от 1 сентября 1993 г. № 1328).

## 20 октября 1993 года — 31 января 1994 года
В данный период постоянные члены Совета безопасности РФ входили в его состав по должности, а члены утверждались персонально.
Постоянные члены Совета Безопасности РФ по должности:
- Президент РФ, Председатель Совета безопасности РФ — Ельцин Б. Н.
- Председатель Совета Министров — Правительства РФ[4] — Черномырдин В. С.
- Секретарь Совета безопасности РФ — Лобов О. И.

Указом Президента РФ от 20 октября 1993 г. № 1688 членами Совета безопасности РФ утверждены:
- Гайдар Е. Т. — Первый заместитель Председателя Совета Министров — Правительства РФ, Министр экономики РФ
- Голушко Н. М. — Министр безопасности РФ
- Грачев П. С. — Министр обороны РФ
- Данилов-Данильян В. И. — Министр экологии и природных ресурсов РФ[5]
- Ерин В. Ф. — Министр внутренних дел РФ
- Калмыков Ю. Х. — Министр юстиции РФ
- Козырев А. В. — Министр иностранных дел РФ
- Нечаев Э. А. — Министр здравоохранения РФ
- Примаков Е. М. — директор Службы внешней разведки РФ
- Федоров Б. Г. — Заместитель Председателя Совета Министров — Правительства РФ, Министр финансов РФ
- Шахрай С. М. — Заместитель Председателя Совета Министров — Правительства РФ, Председатель Государственного комитета РФ по делам федерации и национальностей

## 31 января 1994 года — 31 июля 1996 года
В данный период постоянные члены Совета Безопасности РФ также входили в его состав по должности, а члены утверждались персонально.
Постоянные члены Совета Безопасности РФ по должности:
- Президент РФ, Председатель Совета Безопасности РФ — Ельцин Б. Н.
- Председатель Правительства РФ — Черномырдин В. С.
- Секретарь Совета Безопасности РФ — Лобов О. И.

Указом Президента РФ от 31 января 1994 г. № 233 членами Совета Безопасности РФ утверждены:
- Голушко Н. М. — Директор Федеральной службы контрразведки РФ
- Грачев П. С. — Министр обороны РФ
- Ерин В. Ф. — Министр внутренних дел РФ
- Калмыков Ю. Х. — Министр юстиции РФ
- Козырев А. В. — Министр иностранных дел РФ
- Примаков Е. М. — Директор Службы внешней разведки РФ
- Шахрай С. М. — Министр РФ по делам национальностей и региональной политике
- Шойгу Сергей Кужугетович — Министр РФ по делам гражданской обороны, чрезвычайным ситуациям и ликвидации последствий стихийных бедствий

Указом Президента РФ от 28 февраля 1994 г. № 399 Голушко Н. М. освобожден от должности Директора Федеральной службы контрразведки РФ.
Указом Президента РФ от 17 марта 1994 г. № 548 членом Совета Безопасности РФ утвержден Степашин Сергей Вадимович — директор Федеральной службы контрразведки РФ.
Указом Президента РФ от 18 апреля 1994 г. № 795 членом Совета Безопасности РФ утвержден Николаев Андрей Иванович — Главнокомандующий Пограничными войсками РФ.
Указом Президента РФ от 23 мая 1994 г. № 1012 в состав Совета Безопасности РФ введен Рыбкин Иван Петрович — Председатель Государственной Думы Федерального Собрания.
Указом Президента РФ от 23 мая 1994 г. № 1145 в состав Совета Безопасности РФ введен Шумейко Владимир Филиппович — Председатель Совета Федерации.
Указом Президента РФ от 7 декабря 1994 г. № 2158 освобождён от обязанностей члена Совета Безопасности РФ Калмыков Ю. Х.
Указом Президента РФ от 10 января 1995 г. № 22 введен в число постоянных членов Совета Безопасности РФ Шумейко В. Ф. — Председатель Совета Федерации Федерального Собрания.
Указом Президента РФ от 10 января 1995 г. № 23 введен в число постоянных членов Совета Безопасности РФ Рыбкин И. П. — Председатель Государственной Думы Федерального Собрания.
Указом Президента РФ от 16 января 1995 г. № 46 членом Совета Безопасности РФ утвержден Пансков Владимир Георгиевич — Министр финансов РФ.
Указом Президента РФ от 24 апреля 1995 г. № 404 членом Совета Безопасности РФ утвержден Ковалёв Валентин Алексеевич — Министр юстиции РФ.
Указом Президента РФ от 7 июля 1995 г. № 684 освобождены от обязанностей членов Совета Безопасности РФ Ерин В. Ф. и Степашин С. В., членами Совета Безопасности РФ утверждены:
- Куликов Анатолий Сергеевич — Министр внутренних дел РФ
- Михайлов Виктор Никитович — Министр РФ по атомной энергии

Указом Президента РФ от 1 августа 1995 г. № 793 членом Совета Безопасности РФ утвержден Барсуков Михаил Иванович — директор Федеральной службы безопасности РФ.
Указом Президента РФ от 18 января 1996 г. № 61 освобожден от обязанностей члена Совета Безопасности РФ Шахрай С. М.
Указом Президента РФ от 6 февраля 1996 г. № 157 освобожден от обязанностей члена Совета Безопасности РФ Козырев А. В.
Указом Президента РФ от 6 февраля 1996 г. № 158 выведен из числа постоянных членов Совета Безопасности Рыбкин И. П.
Указом Президента РФ от 6 февраля 1996 г. № 159 выведен из числа постоянных членов Совета Безопасности РФ Шумейко В. Ф.
Указом Президента РФ от 6 февраля 1996 г. № 160 членом Совета Безопасности РФ утверждён Трубников Вячеслав Иванович — директор Службы внешней разведки РФ.
Указом Президента РФ от 18 июня 1996 г. № 924 Лебедь Александр Иванович назначен Секретарём Совета Безопасности РФ, помощником Президента РФ по национальной безопасности.
Указом Президента РФ от 20 июня 1996 г. № 953 освобождены от обязанностей членов Совета Безопасности РФ Грачев П. С. и Лобов О. И. (освобожден от должности Секретаря Совета Безопасности РФ Указом Президента РФ от 18 июня 1996 г. № 922).
Указом Президента РФ от 25 июня 1996 г. № 984 освобождён от обязанностей члена Совета Безопасности РФ Барсуков М. И.
Тогдашний министр обороны генерал армии Павел Грачёв вспоминал: «страшнее всего было при принятии решения о начале ведения боевых действий в Чечне. Данное решение — о вводе войск — принималось на заседании Совета безопасности РФ 29 ноября 1994 года. Перед голосованием по этому вопросу я выступил с докладом, в котором говорилось о том, что после ввода войск в Чечню боевики окажут серьёзное вооруженное сопротивление и потому нецелесообразно начинать военную кампанию в Чечне без всякой предварительной подготовки, да ещё зимой — в самых неблагоприятных для ведения боевых действий погодных условиях. В ходе голосования против скоропалительного ввода войск был только мой голос. Борис Николаевич Ельцин воздержался. Остальные члены Совета безопасности проголосовали за скорейшее начало военной операции. И на том же заседании Совбеза президент Ельцин отдал мне приказ — подготовить план ввода войск в Чечню и через две недели доложить о его готовности» («Независимая газета», 20.03.2009).

## 31 июля 1996 года — 18 ноября 1998 года
Указом Президента РФ от 31 июля 1996 г. № 1121 утверждён состав Совета Безопасности РФ:
Ельцин Б. Н. — Президент РФ, Председатель Совета Безопасности РФ
Постоянные члены Совета Безопасности РФ
- Черномырдин В. С. — Председатель Правительства РФ
- Лебедь А. И. — Секретарь Совета Безопасности РФ, помощник Президента РФ по национальной безопасности
- Ковалёв Николай Дмитриевич — директор ФСБ России
- Примаков Е. М. — Министр иностранных дел РФ
- Родионов Игорь Николаевич — Министр обороны РФ

Члены Совета Безопасности РФ
- Ковалёв В. А. — Министр юстиции РФ
- Крапивин Юрий Васильевич — руководитель Федеральной службы охраны РФ
- Куликов А. С. — Министр внутренних дел РФ
- Михайлов В. Н. — Министр РФ по атомной энергии
- Николаев А. И. — директор ФПС России
- Пак Зиновий Петрович — Министр оборонной промышленности РФ
- Пансков В. Г. — Министр финансов РФ
- Трубников В. И. — директор СВР России
- Шойгу С. К. — Министр РФ по делам гражданской обороны, чрезвычайным ситуациям и ликвидации последствий стихийных бедствий

Указом Президента РФ от 18 сентября 1996 г. № 1366 освобождён от обязанностей члена Совета Безопасности РФ Пансков В. Г., членом Совета Безопасности РФ утверждён Лившиц Александр Яковлевич — Заместитель Председателя Правительства РФ — Министр финансов РФ.
Указом Президента РФ от 17 октября 1996 г. № 1449 Лебедь А. И. освобождён от должности Секретаря Совета Безопасности РФ, помощника Президента РФ по национальной безопасности.
Указом Президента РФ от 19 октября 1996 г. № 1462 Рыбкин Иван Петрович назначен Секретарём Совета Безопасности РФ.
Указом Президента РФ от 10 марта 1997 г. № 203 членом Совета Безопасности РФ назначен Осипов Юрий Сергеевич — президент Российской академии наук.
Указом Президента РФ от 16 мая 1997 г. № 492 освобождены от обязанностей членов Совета Безопасности РФ Лившиц А. Я. и Пак З. П.
Указом Президента РФ от 22 мая 1997 г. № 508 назначены членами Совета Безопасности РФ:
- Немцов Борис Ефимович — Первый заместитель Председателя Правительства РФ — Министр топлива и энергетики РФ, в соответствии с Указом Президента РФ от 28 января 1998 г. № 99 — Первый заместитель Председателя Правительства РФ
- Чубайс Анатолий Борисович — Первый заместитель Председателя Правительства РФ — Министр финансов РФ, в соответствии с Указом Президента РФ от 28 января 1998 г. № 99 — Первый заместитель Председателя Правительства РФ
- Юмашев Валентин Борисович — Руководитель Администрации Президента РФ

Указом Президента РФ от 14 июня 1997 г. № 576 освобождён от обязанностей постоянного члена Совета Безопасности РФ Родионов И. Н.
Указом Президента РФ от 4 июля 1997 г. № 680 назначен постоянным членом Совета Безопасности РФ Сергеев Игорь Дмитриевич — Министр обороны РФ.
Указом Президента РФ от 21 июля 1997 г. № 749 освобождён от обязанностей члена Совета Безопасности РФ Ковалёв В. А.
Указом Президента РФ от 21 июля 1997 г. № 750 назначен членом Совета Безопасности РФ Степашин Сергей Вадимович — Министр юстиции РФ, в соответствии с Указом Президента РФ от 26 мая 1998 г. № 592 — Министр внутренних дел РФ.
Указом Президента РФ от 28 января 1998 г. № 99 назначен членом Совета Безопасности РФ Задорнов Михаил Михайлович — Министр финансов РФ.
Указом Президента РФ от 2 марта 1998 г. № 210 Михайлов В. Н. освобождён от должности Министра РФ по атомной энергии.
Указом Президента РФ от 2 марта 1998 г. № 212 Рыбкин И. П. освобождён от должности Секретаря Совета Безопасности РФ.
Указом Президента РФ от 2 марта 1998 г. № 215 освобождён от обязанностей члена Совета Безопасности РФ Николаев А. И., назначен членом Совета Безопасности РФ Бордюжа Николай Николаевич — директор Федеральной пограничной службы РФ.
Указом Президента РФ от 3 марта 1998 г. № 219 Кокошин Андрей Афанасьевич назначен Секретарём Совета Безопасности РФ.
Указом Президента РФ от 26 мая 1998 г. № 592 освобождён от обязанностей постоянного члена Совета Безопасности РФ Черномырдин В. С., освобождены от обязанностей членов Совета Безопасности РФ Чубайс А. Б. и Куликов А. С., назначен постоянным членом Совета Безопасности РФ Кириенко Сергей Владиленович — Председатель Правительства РФ.
Указом Президента РФ от 10 сентября 1998 г. № 1061 Кокошин А. А. освобожден от должности Секретаря Совета Безопасности РФ.
Указом Президента РФ от 1 октября 1998 г. № 1174 исключены из состава постоянных членов Совета Безопасности РФ Кириенко С. В. и Ковалёв Н. Д., из состава членов Совета Безопасности РФ Бордюжа Н. Н. и Немцов Б. Е., включены в состав постоянных членов Совета Безопасности РФ:
- Бордюжа Н. Н. — Секретарь Совета Безопасности РФ (назначен Секретарём Совета Безопасности РФ Указом Президента РФ от 14 сентября 1998 г. № 1098)
- Иванов Игорь Сергеевич — Министр иностранных дел РФ
- Путин Владимир Владимирович — директор Федеральной службы безопасности РФ

## 18 ноября 1998 года — 27 мая 2000 года
Указом Президента РФ от 18 ноября 1998 г. № 1418 утверждён состав Совета Безопасности РФ:
Ельцин Б. Н. — Президент РФ, Председатель Совета Безопасности РФ
Постоянные члены Совета Безопасности РФ
- Примаков Е. М. — Председатель Правительства РФ
- Бордюжа Н. Н. — Секретарь Совета Безопасности РФ
- Иванов И. С. — Министр иностранных дел РФ
- Путин В. В. — директор ФСБ России
- Сергеев И. Д. — Министр обороны РФ

Члены Совета Безопасности РФ
- Адамов Евгений Олегович — Министр РФ по атомной энергии
- Густов Вадим Анатольевич — Первый заместитель Председателя Правительства РФ
- Задорнов М. М. — Министр финансов РФ
- Крапивин Ю. В. — руководитель ФСО России
- Крашенинников Павел Владимирович — Министр юстиции РФ
- Маслюков Юрий Дмитриевич — Первый заместитель Председателя Правительства РФ
- Осипов Ю. С. — президент Российской академии наук
- Старовойтов Александр Владимирович — генеральный директор ФАПСИ
- Степашин С. В. — Министр внутренних дел РФ
- Тоцкий Константин Васильевич — директор ФПС России
- Трубников В. И. — директор СВР России
- Шойгу С. К. — Министр РФ по делам гражданской обороны, чрезвычайным ситуациям и ликвидации последствий стихийных бедствий
- Юмашев В. Б. — Руководитель Администрации Президента РФ

Указом Президента РФ от 29 марта 1999 г. № 386 Путин В. В. назначен Секретарём Совета Безопасности РФ с сохранением за ним исполнения обязанностей директора Федеральной службы безопасности РФ (освобождён от занимаемых должностей Указом Президента РФ от 9 августа 1999 г. № 1011).
Указом Президента РФ от 13 апреля 1999 г. № 466 освобождён от обязанностей постоянного члена Совета Безопасности РФ Бордюжа Н. Н. (освобождён от должности Секретаря Совета Безопасности РФ Указом Президента РФ от 19 марта 1999 г. № 371), освобождены от обязанностей членов Совета Безопасности РФ Старовойтов А. В. и Юмашев В. Б., назначены членами Совета Безопасности РФ:
- Волошин Александр Стальевич — Руководитель Администрации Президента РФ
- Селезнёв Геннадий Николаевич — Председатель Государственной Думы Федерального Собрания РФ
- Строев Егор Семёнович — Председатель Совета Федерации Федерального Собрания РФ
- Шерстюк Владислав Петрович — генеральный директор ФАПСИ

Указом Президента РФ от 14 июня 1999 г. № 749 освобождён от обязанностей постоянного члена Совета Безопасности РФ Примаков Е. М., освобождены от обязанностей членов Совета Безопасности РФ Густов В. А., Задорнов М. М., Маслюков Ю. Д., Степашин С. В. и Шерстюк В. П., назначен постоянным членом Совета Безопасности РФ Степашин Сергей Вадимович — Председатель Правительства РФ, назначены членами Совета Безопасности РФ:
- Аксёненко Николай Емельянович — Первый заместитель Председателя Правительства РФ
- Христенко Виктор Борисович — Первый заместитель Председателя Правительства РФ
- Касьянов Михаил Михайлович — Министр финансов РФ
- Матюхин Владимир Георгиевич — генеральный директор Федерального агентства правительственной связи и информации при Президенте РФ
- Рушайло Владимир Борисович — Министр внутренних дел РФ
- Шаповальянц Андрей Георгиевич — Министр экономики РФ

Указом Президента РФ от 15 ноября 1999 г. № 1527 Иванов Сергей Борисович назначен Секретарём Совета Безопасности РФ.
Указом Президента РФ от 15 ноября 1999 г. № 1528 освобождён от обязанностей постоянного члена Совета Безопасности РФ Степашин С. В., освобождён от обязанностей члена Совета Безопасности РФ Крашенинников П. В., назначен постоянным членом Совета Безопасности РФ Патрушев Николай Платонович — директор Федеральной службы безопасности РФ, назначен членом Совета Безопасности РФ Чайка Юрий Яковлевич — Министр юстиции РФ.
Своим Указом от 31 декабря 1999 г. № 1761 Президент РФ Ельцин Б. Н. объявил о том, что прекращает с 12 часов 00 минут 31 декабря 1999 г. исполнение полномочий Президента РФ.
Указом Президента РФ от 31 декабря 1999 г. № 1762 исполняющий обязанности Президента РФ, Председатель Правительства РФ Путин В. В. объявил о том, что приступил к временному исполнению полномочий Президента РФ с 12 часов 00 минут 31 декабря 1999 г.
Указом Президента РФ от 3 февраля 2000 г. № 301 освобождены от обязанностей членов Совета Безопасности РФ Аксёненко Н. Е. и Христенко В. Б.
Указом Президента РФ от 7 мая 2000 г. № 835 принято заявление Секретаря Совета Безопасности РФ об освобождении от занимаемой должности.
Указом Президента РФ от 27 мая 2000 г. № 966 Иванов С. Б. вновь назначен Секретарём Совета Безопасности РФ.

## 27 мая 2000 года — 26 апреля 2001 года
Указом Президента РФ от 27 мая 2000 г. № 967 утверждён состав Совета Безопасности РФ:
Путин В. В. — Президент РФ, Председатель Совета Безопасности РФ
Постоянные члены Совета Безопасности РФ
- Касьянов М. М. — Председатель Правительства РФ
- Иванов С. Б. — Секретарь Совета Безопасности РФ
- Иванов И. С. — Министр иностранных дел РФ
- Патрушев Н. П. — директор ФСБ России
- Сергеев И. Д. — Министр обороны РФ

Члены Совета Безопасности РФ
- Волошин А. С. — Руководитель Администрации Президента РФ
- Драчевский Леонид Вадимович — полномочный представитель Президента РФ в Сибирском федеральном округе
- Казанцев Виктор Германович — полномочный представитель Президента РФ в Северо-Кавказском федеральном округе
- Кириенко Сергей Владиленович — полномочный представитель Президента РФ в Приволжском федеральном округе
- Латышев Пётр Михайлович — полномочный представитель Президента РФ в Уральском федеральном округе
- Лебедев Сергей Николаевич — директор СВР России
- Матюхин В. Г. — генеральный директор ФАПСИ
- Осипов Ю. С. — президент Российской академии наук
- Полтавченко Георгий Сергеевич — полномочный представитель Президента РФ в Центральном федеральном округе
- Пуликовский Константин Борисович — полномочный представитель Президента РФ в Дальневосточном федеральном округе
- Рушайло В. Б. — Министр внутренних дел РФ
- Селезнев Г. Н. — Председатель Государственной Думы Федерального Собрания РФ
- Строев Е. С. — Председатель Совета Федерации Федерального Собрания РФ
- Тоцкий К. В. — директор ФПС России
- Устинов Владимир Васильевич — Генеральный прокурор РФ
- Чайка Ю. Я. — Министр юстиции РФ
- Черкесов Виктор Васильевич — полномочный представитель Президента РФ в Северо-Западном федеральном округе
- Шойгу С. К. — Министр РФ по делам гражданской обороны, чрезвычайным ситуациям и ликвидации последствий стихийных бедствий

Указом Президента РФ от 10 июня 2000 г. № 1097 членом Совета Безопасности РФ назначен Квашнин Анатолий Васильевич — начальник Генерального штаба Вооружённых Сил РФ — первый заместитель Министра обороны РФ.
Указом Президента РФ от 28 марта 2001 г. № 354 Иванов С. Б. освобождён от должности Секретаря Совета Безопасности РФ.
Указом Президента РФ от 28 марта 2001 г. № 356 Рушайло В. Б. назначен Секретарём Совета Безопасности РФ.

## 26 апреля 2001 года — 24 апреля 2004 года
Указом Президента РФ от 26 апреля 2001 г. № 486 утверждён состав Совета Безопасности РФ:
Путин В. В. — Президент РФ, Председатель Совета Безопасности РФ
Постоянные члены Совета Безопасности РФ
- Касьянов М. М. — Председатель Правительства РФ
- Рушайло В. Б. — Секретарь Совета Безопасности РФ
- Иванов И. С. — Министр иностранных дел РФ
- Иванов С. Б. — Министр обороны РФ
- Патрушев Н. П. — директор ФСБ России

Члены Совета Безопасности РФ
- Волошин А. С. — Руководитель Администрации Президента РФ
- Грызлов Борис Вячеславович — Министр внутренних дел РФ
- Драчевский Л. В. — полномочный представитель Президента РФ в Сибирском федеральном округе
- Казанцев В. Г. — полномочный представитель Президента РФ в Южном федеральном округе
- Квашнин А. В. — начальник Генерального штаба Вооруженных Сил РФ — первый заместитель Министра обороны РФ
- Кириенко С. В. — полномочный представитель Президента РФ в Приволжском федеральном округе
- Латышев П. М. — полномочный представитель Президента РФ в Уральском федеральном округе
- Лебедев С. Н. — директор СВР России
- Матюхин В. Г. — генеральный директор ФАПСИ
- Осипов Ю. С. — президент Российской академии наук
- Полтавченко Г. С. — полномочный представитель Президента РФ в Центральном федеральном округе
- Пуликовский К. Б. — полномочный представитель Президента РФ в Дальневосточном федеральном округе
- Селезнев Г. Н. — Председатель Государственной Думы Федерального Собрания РФ
- Строев Е. С. — Председатель Совета Федерации Федерального Собрания РФ
- Тоцкий К. В. — директор ФПС России
- Устинов В. В. — Генеральный прокурор РФ
- Чайка Ю. Я. — Министр юстиции РФ
- Черкесов В. В. — полномочный представитель Президента РФ в Северо-Западном федеральном округе
- Шойгу С. К. — Министр РФ по делам гражданской обороны, чрезвычайным ситуациям и ликвидации последствий стихийных бедствий

Указом Президента РФ от 24 января 2002 г. № 83 освобождён от обязанностей члена Совета Безопасности РФ Строев Е. С., членом Совета Безопасности РФ назначен Миронов Сергей Михайлович — Председатель Совета Федерации Федерального Собрания РФ.
Указом Президента РФ от 21 июня 2003 г. № 695 освобождены от обязанностей членов Совета Безопасности РФ Матюхин В. Г., Тоцкий К. В. и Черкесов В. В., членом Совета Безопасности РФ назначена Матвиенко Валентина Ивановна — полномочный представитель Президента РФ в Северо-Западном федеральном округе.
Указом Президента РФ от 12 ноября 2003 г. № 1342 исключены из Совета Безопасности РФ Волошин А. С. и Матвиенко В. И., включены в состав Совета Безопасности РФ:
- Клебанов Илья Иосифович — полномочный представитель Президента РФ в Северо-Западном федеральном округе
- Медведев Дмитрий Анатольевич — Руководитель Администрации Президента РФ

Указом Президента РФ от 19 января 2004 г. № 62 наименование должности Грызлова Б. В. изложено в редакции «Председатель Государственной Думы Федерального Собрания Российской Федерации», освобождён от обязанностей члена Совета Безопасности РФ Селезнёв Г. Н.
Указом Президента РФ от 9 марта 2004 г. № 333 Рушайло В. Б. освобождён от должности Секретаря Совета Безопасности РФ.
Указом Президента РФ от 9 марта 2004 г. № 334 Иванов И. С. назначен Секретарём Совета Безопасности РФ.

## 24 апреля 2004 года — 14 ноября 2005 года
Указом Президента РФ от 24 апреля 2004 г. № 561 утвержден состав Совета Безопасности РФ:
Путин В. В. — Президент РФ, Председатель Совета Безопасности РФ
Постоянные члены Совета Безопасности РФ
- Грызлов Б. В. — Председатель Государственной Думы Федерального Собрания РФ
- Иванов И. С. — Секретарь Совета Безопасности РФ
- Иванов С. Б. — Министр обороны РФ
- Лавров Сергей Викторович — Министр иностранных дел РФ
- Лебедев С. Н. — директор СВР России
- Медведев Д. А. — Руководитель Администрации Президента РФ
- Миронов С. М. — Председатель Совета Федерации Федерального Собрания РФ
- Нургалиев Рашид Гумарович — Министр внутренних дел РФ
- Патрушев Н. П. — директор ФСБ России
- Фрадков Михаил Ефимович — Председатель Правительства РФ

Члены Совета Безопасности РФ
- Драчевский Л. В. — полномочный представитель Президента РФ в Сибирском федеральном округе
- Квашнин А. В. — начальник Генерального штаба Вооруженных Сил РФ — первый заместитель Министра обороны РФ
- Кириенко С. В. — полномочный представитель Президента РФ в Приволжском федеральном округе
- Клебанов И. И. — полномочный представитель Президента РФ в Северо-Западном федеральном округе
- Кудрин Алексей Леонидович — Министр финансов РФ
- Латышев П. М. — полномочный представитель Президента РФ в Уральском федеральном округе
- Осипов Ю. С. — президент Российской академии наук
- Полтавченко Г. С. — полномочный представитель Президента РФ в Центральном федеральном округе
- Пуликовский К. Б. — полномочный представитель Президента РФ в Дальневосточном федеральном округе
- Устинов В. В. — Генеральный прокурор РФ
- Чайка Ю. Я. — Министр юстиции РФ
- Шойгу С. К. — Министр РФ по делам гражданской обороны, чрезвычайным ситуациям и ликвидации последствий стихийных бедствий
- Яковлев Владимир Анатольевич — полномочный представитель Президента РФ в Южном федеральном округе

Указом Президента РФ от 29 сентября 2004 г. № 1254 наименование должности Квашнина А. В. изложено в редакции «полномочный представитель Президента РФ в Сибирском федеральном округе», включены в состав в качестве членов Совета Безопасности РФ:
- Балуевский Юрий Николаевич — начальник Генерального штаба Вооруженных Сил РФ — первый заместитель Министра обороны РФ
- Козак Дмитрий Николаевич — полномочный представитель Президента РФ в Южном федеральном округе,

исключены из состава Совета Безопасности РФ Драчевский Л. В. и Яковлев В. А.

## 14 ноября 2005 года — 25 мая 2008 года
Указом Президента РФ от 14 ноября 2005 г. № 1328 утвержден состав Совета Безопасности РФ:
Путин В. В. — Президент РФ, Председатель Совета Безопасности РФ
Постоянные члены Совета Безопасности РФ
- Грызлов Б. В. — Председатель Государственной Думы Федерального Собрания РФ
- Иванов И. С. — Секретарь Совета Безопасности РФ
- Иванов С. Б. — заместитель Председателя Правительства РФ — Министр обороны РФ
- Лавров С. В. — Министр иностранных дел РФ
- Лебедев С. Н. — директор СВР России
- Медведев Д. А. — Первый заместитель Председателя Правительства РФ
- Миронов С. М. — Председатель Совета Федерации Федерального Собрания РФ
- Нургалиев Р. Г. — Министр внутренних дел РФ
- Патрушев Н. П. — директор ФСБ России
- Собянин Сергей Семёнович — Руководитель Администрации Президента РФ
- Фрадков М. Е. — Председатель Правительства РФ

Члены Совета Безопасности РФ
- Балуевский Ю. Н. — начальник Генерального штаба Вооруженных Сил РФ — первый заместитель Министра обороны РФ
- Исхаков Камиль Шамильевич — полномочный представитель Президента РФ в Дальневосточном федеральном округе
- Квашнин А. В. — полномочный представитель Президента РФ в Сибирском федеральном округе
- Клебанов И. И. — полномочный представитель Президента РФ в Северо-Западном федеральном округе
- Козак Д. Н. — полномочный представитель Президента РФ в Южном федеральном округе
- Коновалов Александр Владимирович — полномочный представитель Президента РФ в Приволжском федеральном округе
- Кудрин А. Л. — Министр финансов РФ
- Латышев П. М. — полномочный представитель Президента РФ в Уральском федеральном округе
- Осипов Ю. С. — президент Российской академии наук
- Полтавченко Г. С. — полномочный представитель Президента РФ в Центральном федеральном округе
- Устинов В. В. — Генеральный прокурор РФ
- Чайка Ю. Я. — Министр юстиции РФ
- Шойгу С. К. — Министр РФ по делам гражданской обороны, чрезвычайным ситуациям и ликвидации последствий стихийных бедствий

Указом Президента РФ от 9 апреля 2007 г. № 447 изменена редакция Указа Президента РФ от 14 ноября 2005 г. № 1328 в части наименования должностей Иванова С. Б. — Первый заместитель Председателя Правительства РФ, Устинова В. В. — Министр юстиции РФ и Чайки Ю. Я. — Генеральный прокурор РФ, включён в состав в качестве постоянного члена Совета Безопасности РФ Сердюков Анатолий Эдуардович — Министр обороны РФ.
Указом Президента РФ от 17 июля 2007 г. № 927 исполнение обязанностей Секретаря Совета Безопасности РФ возложено на Соболева Валентина Алексеевича — заместителя Секретаря Совета Безопасности РФ.
Указом Президента РФ от 4 октября 2007 г. № 1339 включён в состав в качестве постоянного члена Совета Безопасности РФ Зубков Виктор Алексеевич — Председатель Правительства РФ, наименование должности Кудрина А. Л. изложено в редакции «Заместитель Председателя Правительства РФ — Министр финансов РФ», исключены из состава Совета Безопасности РФ Иванов И. С. (освобождён от должности Секретаря Совета Безопасности РФ Указом Президента РФ от 17 июля 2007 г. № 926) и Козак Д. Н.
Указом Президента РФ от 18 октября 2007 г. № 1383 наименование должности Фрадкова М. Е. изложено в редакции «директор СВР России», включён в состав в качестве члена Совета Безопасности РФ Рапота Григорий Алексеевич — полномочный представитель Президента РФ в Южном федеральном округе, исключены из состава Совета Безопасности РФ Исхаков К. Ш. и Лебедев С. Н.
Указом Президента РФ от 19 ноября 2007 г. № 1525 включён в состав в качестве члена Совета Безопасности РФ Сафонов Олег Александрович — полномочный представитель Президента РФ в Дальневосточном федеральном округе.
Указом Президента РФ от 12 мая 2008 г. № 749 Патрушев Н. П. назначен Секретарём Совета Безопасности РФ.

## 25 мая 2008 года — 25 мая 2012 года
Указом Президента РФ от 25 мая 2008 г. № 836 утвержден состав Совета Безопасности РФ:
Медведев Д. А. — Президент РФ, Председатель Совета Безопасности РФ
Постоянные члены Совета Безопасности РФ
- Путин В. В. — Председатель Правительства РФ
- Бортников Александр Васильевич — директор ФСБ России
- Грызлов Б. В. — Председатель Государственной Думы Федерального Собрания РФ
- Лавров С. В. — Министр иностранных дел РФ
- Миронов С. М. — Председатель Совета Федерации Федерального Собрания РФ
- Нарышкин Сергей Евгеньевич — Руководитель Администрации Президента РФ
- Нургалиев Р. Г. — Министр внутренних дел РФ
- Патрушев Н. П. — Секретарь Совета Безопасности РФ
- Сердюков А. Э. — Министр обороны РФ
- Фрадков М. Е. — директор СВР России

Члены Совета Безопасности РФ
- Балуевский Ю. Н. — начальник Генерального штаба Вооруженных Сил РФ — первый заместитель Министра обороны РФ
- Иванов Виктор Петрович — директор ФСКН России
- Квашнин А. В. — полномочный представитель Президента РФ в Сибирском федеральном округе
- Клебанов И. И. — полномочный представитель Президента РФ в Северо-Западном федеральном округе
- Коновалов А. В. — Министр юстиции РФ
- Кудрин А. Л. — Заместитель Председателя Правительства РФ — Министр финансов РФ
- Латышев П. М. — полномочный представитель Президента РФ в Уральском федеральном округе
- Осипов Ю. С. — президент Российской академии наук
- Полтавченко Г. С. — полномочный представитель Президента РФ в Центральном федеральном округе
- Проничев Владимир Егорович — первый заместитель директора — руководитель Пограничной службы ФСБ России
- Рапота Г. А. — полномочный представитель Президента РФ в Приволжском федеральном округе
- Сафонов О. А. — полномочный представитель Президента РФ в Дальневосточном федеральном округе
- Устинов В. В. — полномочный представитель Президента РФ в Южном федеральном округе
- Чайка Ю. Я. — Генеральный прокурор РФ
- Шойгу С. К. — Министр РФ по делам гражданской обороны, чрезвычайным ситуациям и ликвидации последствий стихийных бедствий

Указом Президента РФ от 29 мая 2008 г. № 859 включён в состав в качестве постоянного члена Совета Безопасности РФ Собянин С. С. — Заместитель Председателя Правительства РФ — Руководитель Аппарата Правительства РФ.
Указом Президента РФ от 26 июня 2008 г. № 999 исключён из состава Совета Безопасности РФ Балуевский Ю. Н., включён в состав в качестве члена Совета Безопасности РФ Макаров Николай Егорович — начальник Генерального штаба Вооруженных Сил РФ — первый заместитель Министра обороны РФ.
Указом Президента РФ от 3 января 2009 г. № 3 исключён из состава Совета Безопасности РФ Латышев П. М. (умер 2 декабря 2008 г.), включён в состав в качестве члена Совета Безопасности РФ Винниченко Николай Александрович — полномочный представитель Президента РФ в Уральском федеральном округе.
Указом Президента РФ от 2 июня 2009 г. № 612 исключён из состава Совета Безопасности РФ Сафонов О. А., включён в состав в качестве члена Совета Безопасности РФ Ишаев Виктор Иванович — полномочный представитель Президента РФ в Дальневосточном федеральном округе.
Указом Президента РФ от 6 февраля 2010 г. № 149 включён в состав в качестве члена Совета Безопасности РФ Хлопонин Александр Геннадьевич — Заместитель Председателя Правительства РФ, полномочный представитель Президента РФ в Северо-Кавказском федеральном округе.
Указом Президента РФ от 20 сентября 2010 г. № 1143 исключён из состава Совета Безопасности РФ Квашнин А. В., включён в состав в качестве члена Совета Безопасности РФ Толоконский Виктор Александрович — полномочный представитель Президента РФ в Сибирском федеральном округе.
Указом Президента РФ от 7 ноября 2010 г. № 1382 освобождён от обязанностей постоянного члена Совета Безопасности РФ Собянин С. С., Заместитель Председателя Правительства РФ — Руководитель Аппарата Правительства РФ. Тем же Указом Собянин Сергей Семёнович включён в состав Совета Безопасности РФ в качестве мэра г. Москвы.
Указом Президента РФ от 7 июня 2011 г. № 718 исключён из числа постоянных членов Совета Безопасности РФ Миронов С. М.
Указом Президента РФ от 12 сентября 2011 г. № 1191 наименование должности Винниченко Н. А. изложено в редакции «полномочный представитель Президента РФ в Северо-Западном федеральном округе», включены в состав в качестве членов Совета Безопасности РФ:
- Говорун Олег Маркович — полномочный представитель Президента РФ в Центральном федеральном округе
- Куйвашев Евгений Владимирович — полномочный представитель Президента РФ в Уральском федеральном округе,

исключён из состава Совета Безопасности РФ Клебанов И. И.
Указом Президента РФ от 22 сентября 2011 г. № 1229 в состав Совета Безопасности РФ в качестве постоянного члена включена Матвиенко Валентина Ивановна — Председатель Совета Федерации Федерального Собрания РФ.
Указом Президента РФ от 30 ноября 2011 г. № 1557 исключён из состава Совета Безопасности РФ Кудрин А. Л.
Указом Президента РФ от 16 декабря 2011 г. № 1630 включён в состав в качестве члена Совета Безопасности РФ Силуанов Антон Германович — Министр финансов РФ.
Указом Президента РФ от 24 декабря 2011 г. № 1681 наименование должности Нарышкина С. Е. изложено в редакции «Председатель Государственной Думы Федерального Собрания Российской Федерации», наименование должности Грызлова Б. В. исключено, включены в состав:
- в качестве постоянного члена — Иванов Сергей Борисович — Руководитель Администрации Президента РФ
- в качестве члена Совета Безопасности РФ — Бабич Михаил Викторович — полномочный представитель Президента РФ в Приволжском федеральном округе,

исключён из состава Совета Безопасности РФ Рапота Г. А.
Указом Президента РФ от 21 мая 2012 г. № 670 Патрушев Н. П. вновь назначен Секретарём Совета Безопасности РФ.

## с 25 мая 2012 года
Указом президента Российской Федерации от 25 мая 2012 г. № 715 утверждён состав Совета безопасности РФ. Последующие изменения в настоящем Указе президента Российской Федерации представлены в хронологическом порядке после данного списка персоналий:
Председатель Совета безопасности Российской Федерации
- Путин Владимир Владимирович — президент РФ

Постоянные члены Совета безопасности РФ
- Медведев Дмитрий Анатольевич — председатель Правительства РФ
- Бортников Александр Васильевич — директор Федеральной службы безопасности РФ
- Грызлов Борис Вячеславович — постоянный член Совета безопасности РФ
- Иванов Сергей Борисович — руководитель Администрации президента РФ
- Колокольцев Владимир Александрович — министр внутренних дел РФ
- Лавров Сергей Викторович — министр иностранных дел РФ
- Матвиенко Валентина Ивановна — председатель Совета Федерации Федерального собрания РФ
- Нарышкин Сергей Евгеньевич — председатель Государственной Думы Федерального собрания РФ
- Нургалиев Рашид Гумарович — заместитель секретаря Совета безопасности РФ
- Патрушев Николай Платонович — секретарь Совета безопасности РФ
- Сердюков Анатолий Эдуардович — министр обороны РФ
- Фрадков Михаил Ефимович — директор Службы внешней разведки РФ

Члены Совета безопасности РФ
- Бабич Михаил Викторович — полномочный представитель Президента РФ в Приволжском федеральном округе
- Беглов Александр Дмитриевич — полномочный представитель Президента РФ в Центральном федеральном округе
- Винниченко Николай Александрович — полномочный представитель Президента РФ в Северо-Западном федеральном округе
- Иванов Виктор Петрович — директор ФСКН России
- Ишаев Виктор Иванович — Министр РФ по развитию Дальнего Востока — полномочный представитель Президента РФ в Дальневосточном федеральном округе
- Коновалов Александр Владимирович — Министр юстиции РФ
- Макаров Николай Егорович — начальник Генерального штаба Вооружённых Сил РФ — первый заместитель Министра обороны РФ
- Осипов Юрий Сергеевич — президент Российской академии наук
- Полтавченко Георгий Сергеевич — губернатор Санкт-Петербурга
- Проничев Владимир Егорович — первый заместитель директора — руководитель Пограничной службы ФСБ России
- Пучков Владимир Андреевич — Министр РФ по делам гражданской обороны, чрезвычайным ситуациям и ликвидации последствий стихийных бедствий
- Силуанов Антон Германович — Министр финансов РФ
- Собянин Сергей Семёнович — мэр Москвы
- Толоконский Виктор Александрович — полномочный представитель Президента РФ в Сибирском федеральном округе
- Устинов Владимир Васильевич — полномочный представитель Президента РФ в Южном федеральном округе
- Хлопонин Александр Геннадиевич — Заместитель Председателя Правительства РФ — полномочный представитель Президента РФ в Северо-Кавказском федеральном округе
- Холманских Игорь Рюрикович — полномочный представитель Президента РФ в Уральском федеральном округе
- Чайка Юрий Яковлевич — Генеральный прокурор РФ

Указом Президента РФ от 6 ноября 2012 г. № 1487 исключён из состава Совета Безопасности РФ Сердюков А. Э., включён в состав в качестве постоянного члена Совета Безопасности РФ Шойгу Сергей Кужугетович — Министр обороны РФ.
Указом Президента РФ от 13 ноября 2012 г. № 1528 исключён из состава Совета Безопасности РФ Макаров Н. Е., включён в состав в качестве члена Совета Безопасности РФ Герасимов Валерий Васильевич — начальник Генерального штаба Вооружённых Сил РФ — первый заместитель Министра обороны РФ.
Указом Президента РФ от 25 марта 2013 г. № 285 исключён из состава Совета Безопасности РФ Винниченко Н. А., включён в состав в качестве члена Совета Безопасности РФ Булавин Владимир Иванович — полномочный представитель Президента РФ в Северо-Западном федеральном округе.
Указом Президента РФ от 22 апреля 2013 г. № 379 исключён из состава Совета Безопасности РФ Проничев В. Е.
Указом Президента РФ от 8 июля 2013 г. № 614 исключён из состава Совета Безопасности РФ Осипов Ю. С.
Указом Президента РФ от 10 сентября 2013 г. № 704 исключён из состава Совета Безопасности РФ Ишаев В. И., включён в состав в качестве члена Совета Безопасности РФ Трутнев Юрий Петрович — Заместитель Председателя Правительства РФ — полномочный представитель Президента РФ в Дальневосточном федеральном округе.
Указом Президента РФ от 28 марта 2014 г. № 181 включён в состав в качестве члена Совета Безопасности РФ Белавенцев Олег Евгеньевич — полномочный представитель Президента РФ в Крымском федеральном округе.
Указом Президента РФ от 12 мая 2014 г. № 329 исключён из состава Совета Безопасности РФ Хлопонин А. Г., включены в состав в качестве членов Совета Безопасности РФ:
- Меликов Сергей Алимович — полномочный представитель Президента РФ в Северо-Кавказском федеральном округе
- Рогожкин Николай Евгеньевич — полномочный представитель Президента РФ в Сибирском федеральном округе.

Указом Президента РФ от 16 мая 2014 г. № 339 исключён из состава Совета Безопасности РФ Толоконский В А.
Указом Президента РФ от 5 апреля 2016 г. № 159 включён в состав в качестве постоянного члена Совета Безопасности РФ Золотов Виктор Васильевич — директор Федеральной службы войск национальной гвардии РФ — главнокомандующий войсками национальной гвардии РФ.
Указом Президента РФ от 11 апреля 2016 г. № 170 исключён из состава Совета Безопасности РФ Грызлов Б. В.; переведён из числа постоянных членов в члены Совета Безопасности РФ Золотов В. В.
Указом Президента РФ от 7 мая 2016 г. № 214 исключён из состава Совета Безопасности РФ Иванов В. П.
Указом Президента РФ от 12 августа 2016 г. № 408 включён в состав Совета Безопасности РФ в качестве постоянного члена Вайно Антон Эдуардович — Руководитель Администрации Президента РФ; включены в состав в качестве членов Совета Безопасности РФ:
- Меняйло Сергей Иванович — полномочный представитель Президента РФ в Сибирском федеральном округе;
- Цуканов Николай Николаевич — полномочный представитель Президента РФ в Северо-Западном федеральном округе;
- изложены в новых редакциях наименования должностей:

Иванова С. Б. — специальный представитель Президента РФ по вопросам природоохранной деятельности, экологии и транспорта;
Белавенцева О. Е. — полномочный представитель Президента РФ в Северо-Кавказском федеральном округе;
Булавина В. И. — руководитель Федеральной таможенной службы;
- переведён из числа постоянных членов в члены Совета Безопасности РФ Нургалиев Р. Г.;
- исключены из состава Совета Безопасности РФ Меликов С. А. и Рогожкин Н. Е.

Указом Президента РФ от 29 сентября 2016 г. № 508, вступающим в силу с 5 октября 2016 г., наименование должности Нарышкина С. Е. изложено в редакции «директор Службы внешней разведки России»; исключен из состава Совета Безопасности РФ Фрадков М. Е.
Указом Президента РФ от 5 октября 2016 г. № 526 включён в состав в качестве постоянного члена Совета Безопасности РФ Володин Вячеслав Викторович — Председатель Государственной Думы Федерального Собрания РФ.
Указом Президента РФ от 1 января 2018 г. № 4 включён в состав Совета Безопасности РФ в качестве члена Гордеев Алексей Васильевич — полномочный представитель Президента РФ в Центральном федеральном округе;
- наименование должности Беглова А. Д. изложено в редакции «полномочный представитель Президента РФ в Северо-Западном федеральном округе»;
- исключён из состава Совета Безопасности РФ Цуканов Н. Н.

Указом Президента Российской Федерации от 28 мая 2018 г. № 262 наименование должности Силуанова А. Г. изложено в редакции «Первый заместитель Председателя Правительства РФ — Министр финансов РФ»;
- включён в состав Совета Безопасности РФ Зиничев Евгений Николаевич — Министр РФ по делам гражданской обороны, чрезвычайным ситуациям и ликвидации последствий стихийных бедствий;
- исключены из состава Совета Безопасности РФ Гордеев А. В. и Пучков В. А.[14]

Указом Президента РФ от 22 июня 2018 г. № 353 Патрушев Николай Платонович вновь назначен Секретарём Совета Безопасности РФ.
Указом Президента РФ от 3 июля 2018 г. № 401 исключены из состава Совета Безопасности РФ Белавенцев О. Е. и Холманских И. Р., включены в состав Совета Безопасности РФ в качестве членов:
- Матовников Александр Анатольевич — полномочный представитель Президента РФ в Северо-Кавказском федеральном округе;
- Цуканов Николай Николаевич — полномочный представитель Президента РФ в Уральском федеральном округе;
- Щёголев Игорь Олегович — полномочный представитель Президента РФ в Центральном федеральном округе[16].

Указом Президента РФ от 18 сентября 2018 г. № 523 включён в состав Совета Безопасности РФ в качестве члена Комаров Игорь Анатольевич — полномочный представитель Президента Российской Федерации в Приволжском федеральном округе, исключён из состава Совета Безопасности РФ Бабич М. В.
Указом Президента РФ от 19 ноября 2018 г. № 660 включён в состав Совета Безопасности РФ в качестве члена Гуцан Александр Владимирович — полномочный представитель Президента Российской Федерации в Северо-Западном федеральном округе, исключён из состава Совета Безопасности РФ Беглов А. Д.
Указом Президента РФ от 28 ноября 2018 г. № 675 исключён из состава Совета Безопасности РФ Полтавченко Г. С.
Указом Президента РФ от 18 февраля 2019 г. № 52 включён в состав Совета Безопасности РФ в качестве члена Беглов Александр Дмитриевич — временно исполняющий обязанности губернатора Санкт-Петербурга.
Указом Президента РФ от 19 сентября 2019 г. № 461 наименование должности Беглова А. Д. изложено в редакции «губернатор Санкт-Петербурга».
Указом Президента РФ от 16 января 2020 г. № 16 Медведев Дмитрий Анатольевич назначен заместителем Председателя Совета Безопасности Российской Федерации и освобожден от обязанностей Председателя Правительства Российской Федерации.
Указом Президента РФ от 16 января 2020 г. № 18 включён в состав Совета Безопасности РФ в качестве постоянного члена Мишустин Михаил Владимирович — Председатель Правительства Российской Федерации.
Указом Президента Российской Федерации от 3 февраля 2020 г. № 89 наименование должности Силуанова А. Г. изложено в редакции «Министр финансов РФ», Чайки Ю. Я. — «полномочный представитель Президента РФ в Северо-Кавказском федеральном округе»;
- включены в состав Совета Безопасности РФ Краснов Игорь Викторович — Генеральный прокурор РФ, Чуйченко Константин Анатольевич — Министр юстиции РФ;
- исключены из состава Совета Безопасности РФ Коновалов А. В. и Матовников А. А.[24]

Указом Президента РФ от 16 ноября 2020 г. № 708 включён в состав Совета Безопасности РФ в качестве члена Якушев Владимир Владимирович — полномочный представитель президента Российской Федерации в Уральском федеральном округе, исключён из состава Совета Безопасности РФ Цуканов Н. Н.
Указом Президента РФ от 2 августа 2021 г. № 443 исключён из состава Совета Безопасности РФ Меняйло С. И.
Указом Президента РФ от 27 сентября 2021 г. № 547 исключён из состава Совета Безопасности РФ Зиничев Е. Н. (погиб 8 сентября 2021 г.).
Указом Президента РФ от 25 октября 2021 г. № 599 включён в состав Совета Безопасности РФ в качестве члена Серышев Анатолий Анатольевич — полномочный представитель президента Российской Федерации в Сибирском федеральном округе
Указом Президента РФ от 30 мая 2022 г. № 327 включён в состав Совета Безопасности РФ в качестве члена Куренков Александр Вячеславович — Министр РФ по делам гражданской обороны, чрезвычайным ситуациям и ликвидации последствий стихийных бедствий
Указом Президента РФ от 17 марта 2023 г. № 175 наименование должности Нургалиева Р. Г. изложено в редакции «первый заместитель Секретаря Совета Безопасности Российской Федерации», исключён из состава Совета Безопасности Булавин В. И.
Указом Президента РФ от 15 января 2024 г. № 34 включён в состав Совета Безопасности РФ в качестве члена Красников Геннадий Яковлевич — президент Российской академии наук
Указом Президента РФ от 12 мая 2024 г. № 327 Патрушев Н. П. освобождён от должности Секретаря Совета Безопасности РФ в связи с переходом на другую работу.
Указом Президента РФ от 12 мая 2024 г. № 328 Секретарём Совета Безопасности РФ назначен Шойгу Сергей Кужугетович.
Указом Президента РФ от 11 июня 2024 г. № 476  включён в состав Совета Безопасности РФ в качестве постоянного члена Белоусов Андрей Рэмович — Министр обороны РФ, наименование должности Патрушева Н. П. изложено в редакции «помощник президента РФ».
Указом Президента РФ от 30 сентября 2024 г. № 832 исключен из состава Совета Безопасности РФ Якушев В. В., включены в состав Совета Безопасности РФ в качестве членов:
- Дюмин Алексей Геннадьевич — помощник Президента РФ;
- Линец Александр Леонидович — начальник ГУСП;
- Мантуров Денис Валентинович — Первый заместитель Председателя Правительства РФ;
- Скворцова Вероника Игоревна — руководитель ФМБА.[35]

Указом Президента РФ от 25 октября 2024 г. № 911 включён в состав Совета Безопасности РФ в качестве члена Жога Артём Владимирович — полномочный представитель президента Российской Федерации в Уральском федеральном округе.